# ピノキオ劇場
『ピノキオ劇場』（ピノキオげきじょう）は、小説『ピノッキオの冒険』を題材にした、NHK総合テレビジョンによる日本のテレビ人形劇番組。
1954年11月11日から1955年5月8日まで全8回放送された。

## 概要
新聞には「テレビ天助」と並んで掲載されていた。

## 各話リスト
| 話数 | 放送日         | サブタイトル   |
| ---- | -------------- | -------------- |
| 1    | 1954年11月14日 | 不明           |
| 2    | 1954年12月12日 | 不明           |
| 3    | 1955年1月16日  | 不明           |
| 4    | 1955年2月13日  | 不明           |
| 5    | 1955年3月13日  | 不明           |
| 6    | 1955年4月10日  | 花とイースター |
| 7    | 1955年4月24日  | 不明           |
| 8    | 1955年5月8日   | 不明           |

## 映像の残存状況
映像や写真、音声は残っていない。